# Tetragnatha hiroshii
Tetragnatha hiroshii este o specie de păianjeni din genul Tetragnatha, familia Tetragnathidae, descrisă de Okuma, 1988.
Este endemică în Taiwan. Conform Catalogue of Life specia Tetragnatha hiroshii nu are subspecii cunoscute.